# Тозен, Анри
Анри Тозен (фр. Henri Tauzin; 1879—1918) — французский легкоатлет, серебряный призёр летних Олимпийских игр 1900.
На Играх Тозен участвовал в соревнованиях по барьерному бегу на 200 и 400 м. В двухсотметровке он занял только четвёртое место в полуфинале. В другой дисциплине он сначала выиграл полуфинал, а затем занял второе место в полуфинале, став серебряным призёром Игр.